# Eastbound & Down/Episodenliste
Diese Episodenliste enthält alle Episoden der US-amerikanischen Comedyserie Eastbound & Down, sortiert nach der US-amerikanischen Erstausstrahlung. Zwischen 2009 und 2013 entstanden in vier Staffeln insgesamt 29 Episoden.

## Übersicht
| Staffel | Episodenanzahl | Erstausstrahlung USA | Erstausstrahlung USA | Deutschsprachige Erstausstrahlung | Deutschsprachige Erstausstrahlung |
| Staffel | Episodenanzahl | Staffelpremiere      | Staffelfinale        | Staffelpremiere                   | Staffelfinale                     |
| ------- | -------------- | -------------------- | -------------------- | --------------------------------- | --------------------------------- |
| 1       | 6              | 15. Februar 2009     | 22. März 2009        | 21. August 2013                   | 25. September 2013                |
| 2       | 7              | 26. September 2010   | 7. November 2010     | 2. Oktober 2013                   | 13. November 2013                 |
| 3       | 8              | 19. Februar 2012     | 15. April 2012       | 20. November 2013                 | 8. Januar 2014                    |
| 4       | 8              | 29. September 2013   | 17. November 2013    | 15. Januar 2014                   | 5. März 2014                      |

## Staffel 1
Die Erstausstrahlung der ersten Staffel war vom 15. Februar bis zum 22. März 2009 auf dem US-amerikanischen Kabelsender HBO zu sehen. Die deutschsprachige Erstausstrahlung sendete der deutsche Pay-TV-Sender Sky Atlantic HD vom 21. August bis zum 25. September 2013.
| Nr. (ges.) | Nr. (St.) | Deutscher Titel             | Originaltitel | Erstausstrahlung USA | Deutschsprachige Erstausstrahlung (D) | Regie              | Drehbuch                                   |
| ---------- | --------- | --------------------------- | ------------- | -------------------- | ------------------------------------- | ------------------ | ------------------------------------------ |
| 1          | 1         | Training für Loser          | Chapter 1     | 15. Feb. 2009        | 21. Aug. 2013                         | Jody Hill          | Jody Hill, Ben Best, Danny McBride         |
| 2          | 2         | Dein Freund und Waschlappen | Chapter 2     | 22. Feb. 2009        | 28. Aug. 2013                         | David Gordon Green | Jody Hill, Ben Best, Danny McBride         |
| 3          | 3         | Wer kann hier eBay?         | Chapter 3     | 1. März 2009         | 4. Sep. 2013                          | David Gordon Green | Jody Hill, Ben Best, Danny McBride         |
| 4          | 4         | Ums Verrecken kein Glück    | Chapter 4     | 8. März 2009         | 11. Sep. 2013                         | David Gordon Green | Jody Hill, Shawn D. Harwell, Danny McBride |
| 5          | 5         | Voll aufs Auge              | Chapter 5     | 15. März 2009        | 18. Sep. 2013                         | Adam McKay         | Jody Hill, Shawn D. Harwell, Danny McBride |
| 6          | 6         | Nummer 55                   | Chapter 6     | 22. März 2009        | 25. Sep. 2013                         | Jody Hill          | Jody Hill, Shawn D. Harwell, Danny McBride |

## Staffel 2
Die Erstausstrahlung der zweiten Staffel war vom 26. September bis zum 7. November 2010 auf dem US-amerikanischen Kabelsender HBO zu sehen. Die deutschsprachige Erstausstrahlung sendete der deutsche Pay-TV-Sender Sky Atlantic HD vom 2. Oktober bis zum 13. November 2013.
| Nr. (ges.) | Nr. (St.) | Deutscher Titel            | Originaltitel | Erstausstrahlung USA | Deutschsprachige Erstausstrahlung (D) | Regie              | Drehbuch                                   |
| ---------- | --------- | -------------------------- | ------------- | -------------------- | ------------------------------------- | ------------------ | ------------------------------------------ |
| 7          | 1         | Der Einkauf des Jahres     | Chapter 7     | 26. Sep. 2010        | 2. Okt. 2013                          | Jody Hill          | Shawn D. Harwell, Jody Hill, Danny McBride |
| 8          | 2         | Willkommen im Widerstand!  | Chapter 8     | 3. Okt. 2010         | 9. Okt. 2013                          | Jody Hill          | Shawn D. Harwell, Jody Hill, Danny McBride |
| 9          | 3         | Die weiße Flamme           | Chapter 9     | 10. Okt. 2010        | 16. Okt. 2013                         | David Gordon Green | Shawn D. Harwell, Jody Hill, Danny McBride |
| 10         | 4         | Wer ist Eduardo Sanchez?   | Chapter 10    | 17. Okt. 2010        | 23. Okt. 2013                         | Jody Hill          | Shawn D. Harwell, Jody Hill, Danny McBride |
| 11         | 5         | Wir sehen uns in der Hölle | Chapter 11    | 24. Okt. 2010        | 30. Okt. 2013                         | David Gordon Green | Shawn D. Harwell, Jody Hill, Danny McBride |
| 12         | 6         | Adiós México!              | Chapter 12    | 31. Okt. 2010        | 6. Nov. 2013                          | David Gordon Green | Shawn D. Harwell, Jody Hill, Danny McBride |
| 13         | 7         | Baby, Come Back!           | Chapter 13    | 7. Nov. 2010         | 13. Nov. 2013                         | Jody Hill          | Shawn D. Harwell, Jody Hill, Danny McBride |

## Staffel 3
Die Erstausstrahlung der dritten Staffel war vom 19. Februar bis zum 15. April 2012 auf dem US-amerikanischen Kabelsender HBO zu sehen. Die deutschsprachige Erstausstrahlung sendete der deutsche Pay-TV-Sender Sky Atlantic HD vom 20. November 2013 bis 8. Januar 2014.
| Nr. (ges.) | Nr. (St.) | Deutscher Titel                      | Originaltitel | Erstausstrahlung USA | Deutschsprachige Erstausstrahlung (D) | Regie              | Drehbuch                                   |
| ---------- | --------- | ------------------------------------ | ------------- | -------------------- | ------------------------------------- | ------------------ | ------------------------------------------ |
| 14         | 1         | Ohne dich bin ich verloren           | Chapter 14    | 19. Feb. 2012        | 20. Nov. 2013                         | Jody Hill          | Jody Hill, Danny McBride, Josh Parkinson   |
| 15         | 2         | Schaeffers Plantage                  | Chapter 15    | 26. Feb. 2012        | 27. Nov. 2013                         | David Gordon Green | Jody Hill, Danny McBride, Harris Wittels   |
| 16         | 3         | Die letzte Dröhnung                  | Chapter 16    | 4. März 2012         | 4. Dez. 2013                          | Jody Hill          | John Carcieri, Jody Hill, Danny R. McBride |
| 17         | 4         | Das Begräbnis meines besten Freundes | Chapter 17    | 11. März 2012        | 11. Dez. 2013                         | David Gordon Green | Jody Hill, Danny McBride, Josh Parkinson   |
| 18         | 5         | Ein gottverdammter Opa               | Chapter 18    | 18. März 2012        | 18. Dez. 2013                         | Jody Hill          | Jody Hill, Danny McBride, Josh Parkinson   |
| 19         | 6         | Gebrochene Männer                    | Chapter 19    | 25. März 2012        | 25. Dez. 2013                         | David Gordon Green | John Carcieri, Jody Hill, Danny R. McBride |
| 20         | 7         | Ein Arm für ein Auge                 | Chapter 20    | 8. Apr. 2012         | 1. Jan. 2014                          | Jody Hill          | John Carcieri, Jody Hill, Danny R. McBride |
| 21         | 8         | Cool verlieren                       | Chapter 21    | 15. Apr. 2012        | 8. Jan. 2014                          | Jody Hill          | Jody Hill, Danny McBride, Josh Parkinson   |

## Staffel 4
Die Erstausstrahlung der vierten Staffel war vom 29. September bis zum 17. November 2013 auf dem US-amerikanischen Kabelsender HBO zu sehen. Die deutschsprachige Erstausstrahlung sendete der deutsche Pay-TV-Sender Sky Atlantic HD vom 15. Januar bis 5. März 2014.
| Nr. (ges.) | Nr. (St.) | Deutscher Titel          | Originaltitel | Erstausstrahlung USA | Deutschsprachige Erstausstrahlung (D) | Regie              | Drehbuch                                   |
| ---------- | --------- | ------------------------ | ------------- | -------------------- | ------------------------------------- | ------------------ | ------------------------------------------ |
| 22         | 1         | Der kastrierte Mann      | Chapter 22    | 29. Sep. 2013        | 15. Jan. 2014                         | Jody Hill          | Haynes Davenport, Jody Hill, Danny McBride |
| 23         | 2         | Desaster Live            | Chapter 23    | 6. Okt. 2013         | 22. Jan. 2014                         | Jody Hill          | Carson Mell, Jody Hill, Danny McBride      |
| 24         | 3         | Nichts passiert          | Chapter 24    | 13. Okt. 2013        | 29. Jan. 2014                         | David Gordon Green | John Carcieri, Jody Hill, Danny McBride    |
| 25         | 4         | Ballast über Bord        | Chapter 25    | 20. Okt. 2013        | 5. Feb. 2014                          | David Gordon Green | Justin Nowell, Jody Hill, Danny McBride    |
| 26         | 5         | Nicht jeder kann fliegen | Chapter 26    | 27. Okt. 2013        | 12. Feb. 2014                         | Jody Hill          | Hayes Davenport, Jody Hill, Danny McBride  |
| 27         | 6         | Zwei ist einer zuviel    | Chapter 27    | 3. Nov. 2013         | 19. Feb. 2014                         | David Gordon Green | Jody Hill, Danny McBride, Carson Mell      |
| 28         | 7         | Rohe Weihnachten         | Chapter 28    | 10. Nov. 2013        | 26. Feb. 2014                         | Jody Hill          | John Carcieri, Jody Hill, Danny McBride    |
| 29         | 8         | Die Saat und die Ernte   | Chapter 29    | 17. Nov. 2013        | 5. März 2014                          | Jody Hill          | John Carcieri, Jody Hill, Danny McBride    |